# جاك روج
جاك روج (بالهولندية: Jacques Rogge)‏ هو مسؤول رياضي بلجيكي. ورئيس للجنة الأولمبية الدولية من سنة 2001 إلى سنة 2013.

## روابط خارجية
- جاك روج على موقع IMDb (الإنجليزية)
- جاك روج على موقع الموسوعة البريطانية (الإنجليزية)
- جاك روج على موقع مونزينجر (الألمانية)
- جاك روج على موقع إن إن دي بي (الإنجليزية)
- جاك روج على موقع قاعدة بيانات الفيلم (الإنجليزية)
- جاك روج على موقع الاتحاد الدولي للملاحة الشراعية (موقع جديد) (الإنجليزية)
- جاك روج على موقع الاتحاد الدولي للملاحة الشراعية (موقع قديم) (الإنجليزية)
- جاك روج على موقع اللجنة الأولمبية الدولية (الإنجليزية)
- جاك روج على موقع أوليمبيديا (الإنجليزية)